# Homburghatt

En homburghatt

En homburghatt eller homburger, är en filthatt som kännetecknas av en fåra mitt över kullen och ett styvt, upprullat brätte med kantband. Hatten är av filt, med ett dekorband av gros grain. Ibland pyntas den med en liten fjäder. 
Homburgern populariserades av dåvarande prinsen av Wales, sedermera Edward VII, när han i slutet av 1800-talet tog en hatt i denna stil med sig hem efter en resa till Bad Homburg i Hessen. Hatten är fortfarande populär och tillverkas i en mängd färger även om de vanligaste färgerna är svart, grått och brunt. En helsvart variant blev under 1930-talet känd som en Anthony Eden, efter den konservative politikern.
I formell klädkod rangordnas homburgern efter cylinderhatten och före plommonstop. En Stresemann eller smoking ackompanjeras lämpligen av en homburger.